# Piper aleyreanum
Piper aleyreanum är en pepparväxtart som beskrevs av C. Dc.. Piper aleyreanum ingår i släktet Piper och familjen pepparväxter. Inga underarter finns listade i Catalogue of Life.